# Yarim-Lim di Alalakh
Yarim-Lim (fl. XVIII secolo a.C.) fu un re di Alalakh e figlio di Hammurabi I di Yamhad. Il titolo di re della città gli fu concesso dal fratello Abba-El I di Yamhad, il che gli permise di fondare un ramo cadetto della dinastia di Yamhad, che sarebbe durata fino alla conquista della città da parte di Hattušili I, sovrano Tabbarna degli Ittiti.

## Identità
L'identità di Yarim-Lim è tuttora disputata: Yarim-Lim II di Yamhad era figlio e successore di Abba-El I, come menzionato nell'iscrizione del suo sigillo , mentre Yarim-Lim di Alalakh menziona di essere figlio di Hammurabi I, rendendo pertanto Yarim-Lim II suo zio. Tuttavia Moshe Weinfeld suggerisce che Yarim-Lim II di Yamhad sia lo stesso Yarim-Lim of Alalakh, e crede che il sigillo che menziona che Yarim-Lim II fosse figlio di Abba-El I appartenga in realtà a Yarim-Lim di Alalakh, figlio di Hammurabi I, e pertanto Yarim-Lim di Alalakh e Yarim-Lim II, successore di Abba-El I sul trono yamhadita, sarebbero la stessa persona.
Weinfeld ritiene che il motivo per cui Yarim-Lim di Alalakh si chiami figlio di Abba-El I è che quest'ultimo lo abbia adottato per creare una base legale per installarlo come re di Alalakh. Questa teoria ha ben poca dimostrazione, non essendoci alcun riferimento testuale di alcuna adozione, e considerando che la posizione di Yarim-lim di Alalakh (figlio di Hammurabi) sul trono di Alalakh accadde molto prima che l'adozione, fosse anche avvenuta sul serio, avesse luogo. Inoltre, non serve neanche un'adozione per legittimare il diritto del trono di Alalakh al re fratello.

## Vita e regno
Hammurabi I pose Yarim-Lim come governatore di un distretto a nord, del quale la città principale era Irridu. Sotto il fratello maggiore Abba-El I di Yamhad, Yarim-Lim continuò a essere sovrano del distretto. Zitraddu, governatore di Irridu, si ribellò contro Yamhad, spingendo il sovrano Abba-El I a distruggere la città. Come compensazione, Abba-El segno un trattato con il fratello, che diede ad Yarim-Lim la città Alalakh come regno ereditario per la sua dinastia sotto la sovranità di Aleppo. Ciò accadde 15 dopo l'inizio del regno di Abba-El I, quindi nel 1735 a.C. circa, Yarim-Lim prese un atto di lealtà col fratello, il che incluse che se mai lui o un suo discendente avessero commesso tradimento o pronunciato i segreti di Abba-El ad un altro re, le sue terre gli sarebbero state tolte.
Yarim-Lim rimase re per tutto il resto del regno del fratello, e continuò a regnare anche durante il regno del nipote Yarim-Lim II di Yamhad, oltre che nei primi anni del regno del pronipote Niqmi-Epuh, che durò dal 1700 a.C. circa al 1675 a.C. circa. Ad Yarim-Lim succedette il figlio Ammitakum.

### Yarim-Lim II di Alalakh
L'archeologo israeliano Nadav Na'aman ritiene che Yarim-Lim, figlio di Hammurabi I, non fosse l'unico re di Alalakh con quel nome, e che vi fosse un secondo Yarim-Lim sovrano di Alalakh, nipote del primo. Na'aman basa la sua teoria sulle date molto lunghe del regno di Yarim-Lim e del successore Ammitakum, all'incirca della durata dei regni di cinque sovrani Yamhad. Il numero di re di Alalakh è soggetto di dibattiti, e la teoria di Na'aman è sostenuta da molti altri studiosi, tra i quali Dominique Collon ed Erno Gaál. Non vi è però alcuna prova dell'esistenza di un secondo Yarim-Lim e molti altri studiosi rifiutano tale teoria, tra cui Horst Klengel e Marlies Heinz.

## Sepoltura e statua
L'archeologo britannico Leonard Woolley scoprì il Palazzo di Yarim-Lim durante gli scavi iniziati nel 1936, la cui camera di sepoltura consistette in un pozzo profondo 15 metri, al cui centro vi era un condotto profondo 9 metri con all'interno l'urna funeraria. Il condotto era riempito in pietre, e il pozzo era poi riempito di strati successivi di edifici cerimoniali, ognuno dei quali bruciato e poi sovrastato da un altro strato. Sopra il pozzo vi si trovava una cappella reale che conteneva una statua in diorite di Yarim-Lim.
Woolley credette che la statua Yarim-Lim rappresentasse Yarim-Lim I di Yamhad. La lettura della tavoletta di Alalakh diede una comprensione migliore di quel periodo, e rivelò che la statua rappresenta invero Yarim-Lim di Alalakh, che fu nipote di Yarim-Lim I di Yamhad.

## Ascendenza
|                       |   |             | Genitori |  |  | Nonni                 |  |  | Bisnonni            |  |
|                       |   |             |          |  |  | Yarim-Lim I di Yamhad |  |  | Sumu-Epuh di Yamhad |  |
|                       |   |             |          |  |  | Yarim-Lim I di Yamhad |  |  | Sumu-Epuh di Yamhad |  |
|                       |   | Sumunna-Abi |          |  |  | Yarim-Lim I di Yamhad |  |  |                     |  |
| Hammurabi I of Yamhad |   |             |          |  |  | Yarim-Lim I di Yamhad |  |  |                     |  |
|                       |   | Gashera     | …        |  |  |                       |  |  |                     |  |
|                       |   | Gashera     | …        |  |  |                       |  |  |                     |  |
|                       |   | Gashera     | …        |  |  |                       |  |  |                     |  |
| Yarim-Lim di Alalakh  |   | Gashera     |          |  |  |                       |  |  |                     |  |
|                       | … | …           |          |  |  |                       |  |  |                     |  |
|                       | … | …           |          |  |  |                       |  |  |                     |  |
|                       | … | …           |          |  |  |                       |  |  |                     |  |
| …                     | … |             |          |  |  |                       |  |  |                     |  |
|                       |   | …           | …        |  |  |                       |  |  |                     |  |
|                       |   | …           | …        |  |  |                       |  |  |                     |  |
|                       |   | …           | …        |  |  |                       |  |  |                     |  |
|                       |   | …           |          |  |  |                       |  |  |                     |  |